# Ridolfo del Ghirlandaio
Ridolfo del Ghirlandaio (Florence, 4 février 1483 - 1561) est un peintre italien de la Renaissance, appartenant à l'école florentine, et le fils de Domenico Ghirlandaio.

## Biographie

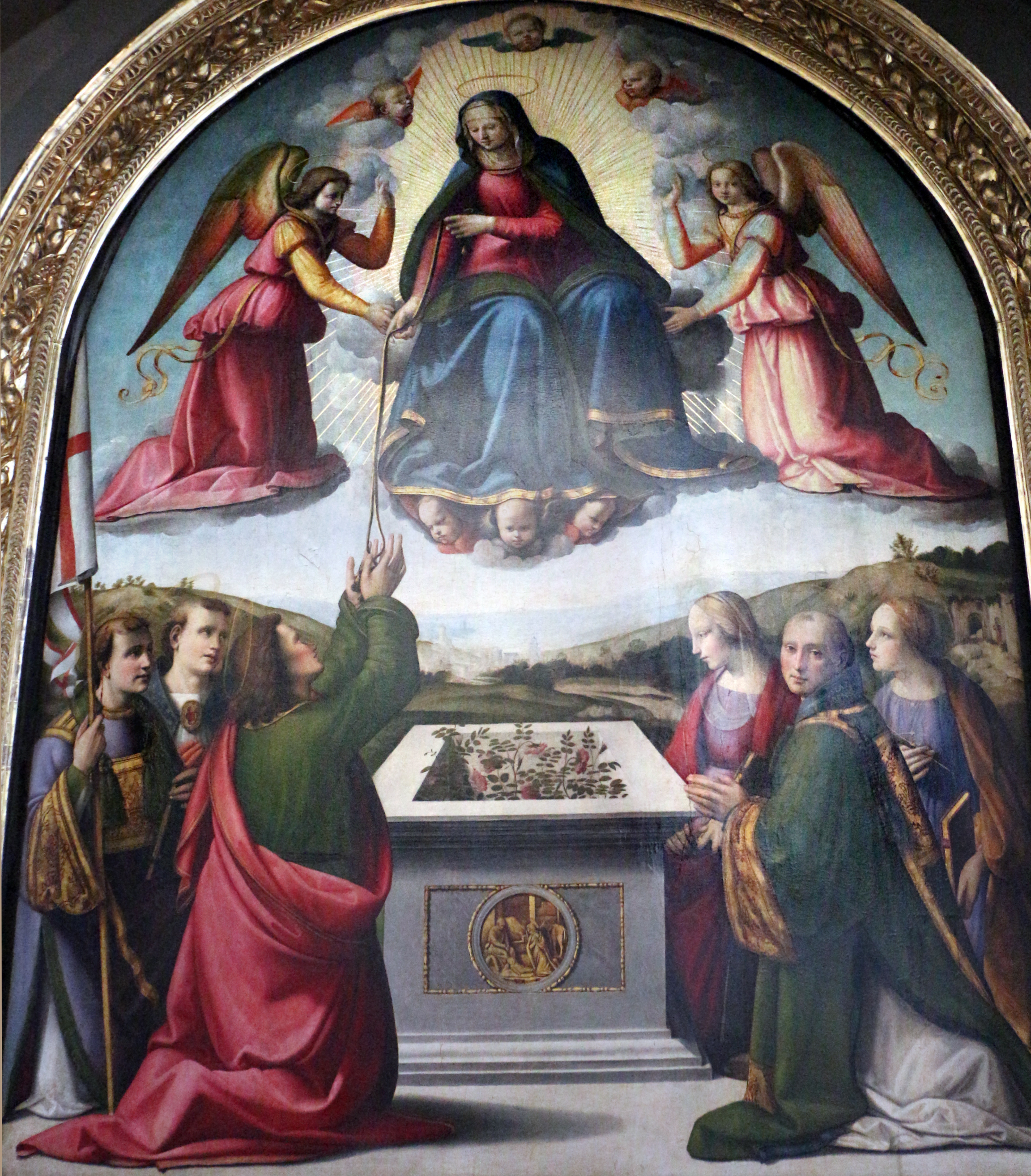
Saint Thomas recevant la ceinture de la Vierge, cathédrale de Prato.

À la mort de son père, Ridolfo del Ghirlandaio n'a que onze ans et il est formé par son oncle Davide Ghirlandaio, peintre de moindre talent et, dans l'atelier familial, aux côtés de Francesco Granacci.
Observateur attentif il s'intéressa à Piero di Cosimo et Léonard de Vinci. Ses travaux, entre 1504 et 1508, montrent les influences de Fra Bartolomeo, dont il aurait fréquenté l'atelier (selon Vasari), et de Raphaël. Ces deux peintres sont devenus ses amis. 
Sa première œuvre connue est La Vierge à la Ceinture, dont il fut l'unique auteur, même si ce sujet fut commandé à son oncle David en 1507. Avant de partir à Rome, Raphaël le chargea d'achever une de ses Madones, dont l'identification demeure incertaine. Raphaël l’appela de Rome pour qu'il le rejoigne mais il préféra rester à Florence où il devint un peintre reconnu de retables, de fresques et de portraits.
En 1510, il signa et data L'Adoration des bergers, de Budapest. Il reçut d'importantes commandes publiques : en 1514, il peignit les fresques de la chapelle des Prieurs au Palazzo Vecchio, et en 1515, il décora la chapelle du Pape à Santa Maria della Novella. Il exécute aussi de vastes toiles scéniques pour différentes occasions publiques, telles que le mariage de Julien de Médicis, et l'entrée de Léon X dans Florence en 1515. En 1521, il réalisa La Pietà, de l'église Saint-Augustin à Colle di Val d'Elsa, se référant à Fra Bartolomeo et à Andrea del Sarto. 
Vers 1525, il vécut une intense relation de collaboration avec son élève Michele Tosini, avec qui il réalisa de nombreuses œuvres, en particulier un grand nombre de retables. 
Son talent est  honnête et consciencieux, mais, vers 1527, après avoir déjà accumulé une belle propriété, plus que suffisante pour entretenir une famille nombreuse  de quinze enfants, ses travaux devinrent répétitifs et maniérés.
Ses fils commercèrent entre la France et Ferrare ; il prit  lui-même part aux affaires commerciales, et  commença à prêter une certaine attention au travail de la mosaïque, mais la patience lui manqua pour continuer de tels travaux minutieux après l'exécution d'une Annonciation sur une porte de la Basilica della Santissima Annunziata.
Son activité se réduisit pour cause de goutte dans sa vieillesse. Malade et fatigué, il peignit en 1543, une Cène, au réfectoire de Sainte-Marie-des-Anges.
Mariano da Pescia et Carlo Portelli da Loro ont été également ses élèves.

## Œuvres

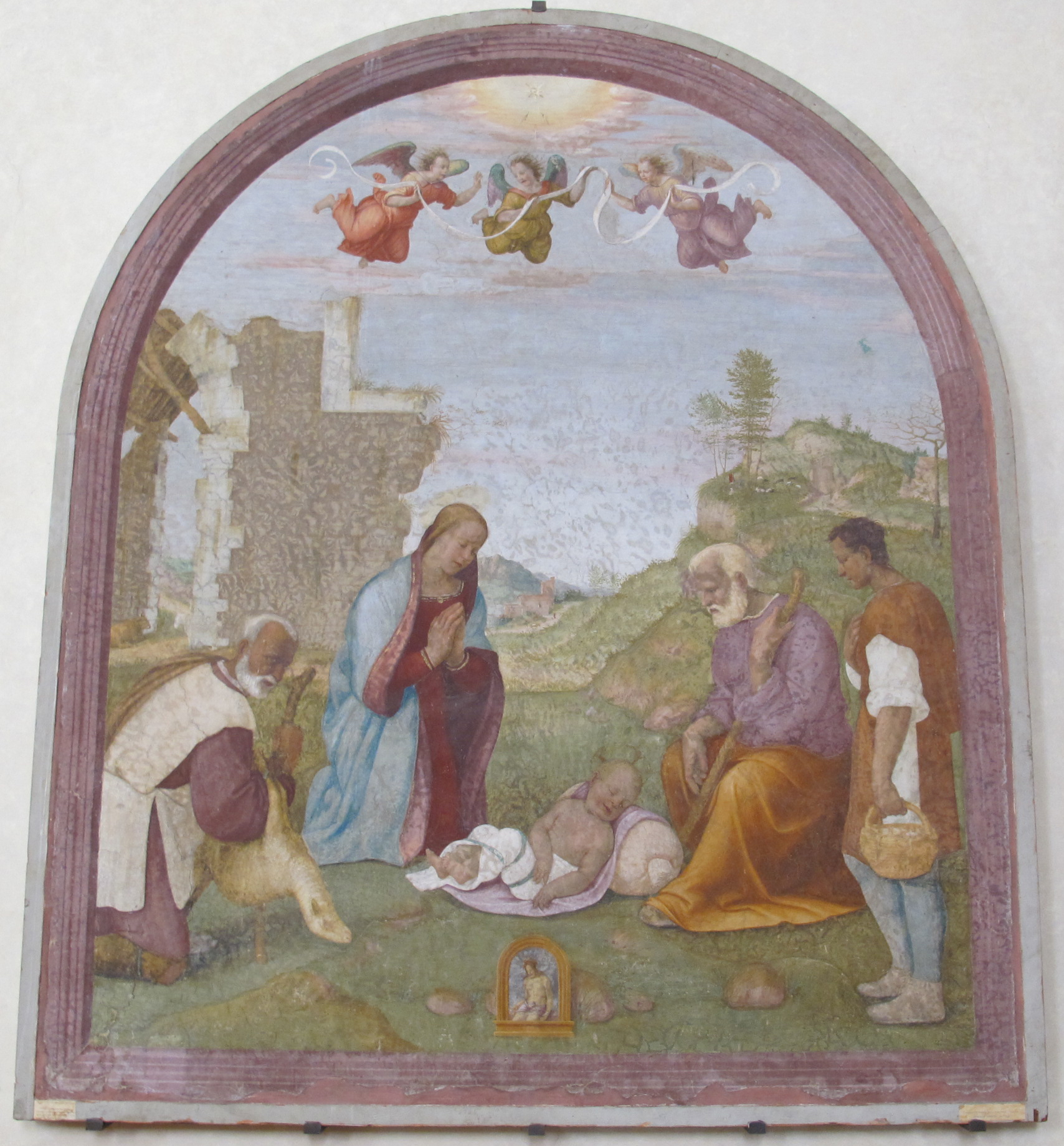
Nativité, fresque, Musée du Cenacolo di San Salvi, Florence.

- Couronnement de la Vierge (1504) huile sur toile, 276 × 192 cm, Musée du Petit Palais, Avignon[2]
- Portrait de femme (1509), huile sur toile, 61 × 47 cm, Galerie Palatine, Palais Pitti, Florence

- Saint Zénobe ressuscite un enfant et La Translation du corps de saint Zénobe (1516-1517), peinture sur bois, 203 × 174 cm, Musée du Cenacolo di San Salvi, Florence. Ces tableaux ont servi par la suite de volets, à l'Annonciation qu'Albertinelli avait exécutée six ans plus tôt pour l'autel de la Confrérie de Saint Zénobe à la Cathédrale[3]
- Pietà (1521), église Sant'Agostino, Colle di Val d'Elsa
- Assomption (1526), qui contient son autoportrait dans les personnages
- Le Repas chez Emmaüs au réfectoire du troisième cloître de l'église Santa Maria degli Angeli, Florence,
- Les Saints Laurent et Pierre martyr et une Vierge à l'Enfant, salle du chapitre de la chartreuse de Galluzzo de Florence
- Annonciation, de la  porte de la Basilique de la Santissima Annunziata
- Couronnement de la Vierge, une Nativité et une  prédelle à l'oratoire de la Loggia del Bigallo, Florence
- Trinité, et Annonciation, plafond  de la chapelle Saint-Bernard, Palazzo Pubblico
- Assomption de la Vierge, chaire de la cathédrale de Prato
- La Vierge et des saints, San Pietro Maggiore de Pistoia
- Portrait du Grand-duc Cosme Ier de Médicis jeune
- Cycle de fresques au monastère Santa Maria degli Angeli
- Chemin de Croix, conservée à la National Gallery, Londres
- Portrait de Piero Soderini, musée des Beaux-Arts de Chambéry, France